# Veauce

Veauce este o comună în departamentul Allier din centrul Franței. În 2009 avea o populație de 41 de locuitori.